# Phaeolejeunea inermis
Phaeolejeunea inermis là một loài Rêu trong họ Lejeuneaceae. Loài này được (Stephani) Mizut. miêu tả khoa học đầu tiên năm 1968.